# 聖馬丁 (梅塔省)
聖馬丁是哥倫比亞的城鎮，位於該國中部，由梅塔省負責管轄，距離首府比亞維森西奧60公里，始建於1585年，面積6,652平方公里，海拔高度405米，2005年人口21,511。
3°41′40″N 73°41′37″W / 3.69444°N 73.6936°W